# Unione dei Comuni Modenesi Area Nord

L'Unione dei Comuni Modenesi Area Nord (abbreviato UCMAN) è un ente locale sovracomunale, con autonomia statuaria, costituitosi in data 21 novembre 2003.
Il territorio dell'Unione coincide con quello dell'ex Circondario di Mirandola nella Bassa modenese comprendendo i comuni di Camposanto, Cavezzo, Concordia sulla Secchia, Finale Emilia, Medolla, San Felice sul Panaro, San Possidonio, e San Prospero, nell'estremità nord-orientale della provincia di Modena, al confine con le province di Mantova e Ferrara e la Città metropolitana di Bologna.
Il presidente viene eletto dal Consiglio dell'Unione, tra i sindaci dei nove comuni, con votazione palese e a maggioranza assoluta dei componenti, dura in carica 2 anni e 6 mesi, ed è rieleggibile una sola volta.
La sede dell'Unione è stabilita nel comune di Medolla.
L'Unione si propone gli obiettivi di integrazione dell'azione amministrativa fra i comuni e lo sviluppo socio-economico di un territorio densamente abitato che raccoglie una popolazione di 60 321 abitanti. 
È nota perché sul suo territorio si trova il Distretto biomedicale di Mirandola.
L’attuale presidente dell’Unione è il sindaco di Medolla Alberto Calciolari.
A giugno del 2020 il Consiglio Comunale di Mirandola ha formalmente richiesto l'uscita di Mirandola (il comune principale dell'Unione) dall'Unione stessa. Questa richiesta in un primo momento è stata respinta dal TAR regionale, ma il 7 giugno 2022 è stata accolta dal Consiglio di Stato. Nonostante l'uscita del Comune di Mirandola, il logo e il gonfalone dell'Unione rimangono invariati, in quanto si è deciso di mantenere gli emblemi dei comuni fondatori dell'Unione comunale.

## Servizi convenzionati
| Convenzioni                                                                                             | CAM | CAV | CON | FIN | MED | S.FEL | S.POS | S.PRO |
| --- | --- | --- | --- | --- | --- | ----- | ----- | ----- |
| Accesso ai servizi, integrazione, qualificazione ed orientamento                                        | Si  | No  | Si  | No  | Si  | No    | No    | Si    |
| Amministrazione Funzionamento Attivita Supporto Politiche Generali del Personale                        | Si  | Si  | Si  | No  | Si  | No    | Si    | Si    |
| Asp Azienda Pubblica di Servizi alla Persona                                                            | Si  | Si  | Si  | Si  | Si  | Si    | Si    | Si    |
| Centrale Unica di Committenza                                                                           | Si  | No  | No  | No  | Si  | No    | No    | Si    |
| Coordinamento Pedagogico                                                                                | Si  | No  | No  | No  | Si  | Si    | Si    | Si    |
| Coordinamento Politiche Ambientali                                                                      | Si  | Si  | Si  | Si  | Si  | Si    | Si    | Si    |
| Coordinamento Protezione Civile                                                                         | Si  | Si  | Si  | Si  | Si  | Si    | Si    | Si    |
| Corpo di Polizia Locale                                                                                 | Si  | No  | Si  | No  | Si  | Si    | Si    | Si    |
| Educativi 0-6                                                                                           | No  | No  | Si  | No  | Si  | Si    | Si    | Si    |
| Educazione e Promozione Ambientale                                                                      | No  | Si  | Si  | No  | No  | No    | Si    | Si    |
| Formazione Professionale                                                                                | Si  | Si  | Si  | Si  | Si  | Si    | Si    | Si    |
| Frequenza scolastica                                                                                    | Si  | No  | No  | Si  | No  | Si    | Si    | Si    |
| Formazione Professionale                                                                                | Si  | Si  | Si  | No  | Si  | No    | No    | Si    |
| Informatico                                                                                             | Si  | Si  | Si  | Si  | Si  | Si    | Si    | Si    |
| Integrazione e Autonomia sociale                                                                        | Si  | Si  | Si  | No  | Si  | Si    | Si    | Si    |
| Marketing Territoriale                                                                                  | Si  | Si  | Si  | Si  | Si  | Si    | Si    | Si    |
| Minori e Responsabilità familiari                                                                       | Si  | Si  | Si  | Si  | Si  | Si    | Si    | Si    |
| Non autosufficienza                                                                                     | Si  | Si  | Si  | No  | Si  | Si    | Si    | Si    |
| Paghe e Pensioni                                                                                        | Si  | Si  | Si  | No  | Si  | Si    | Si    | Si    |
| Politiche agricole                                                                                      | Si  | Si  | Si  | Si  | Si  | Si    | Si    | Si    |
| Politiche giovanili                                                                                     | Si  | Si  | Si  | Si  | Si  | Si    | Si    | Si    |
| Popolazione canina e felina                                                                             | Si  | Si  | Si  | Si  | Si  | Si    | Si    | Si    |
| Programmazione strategica controlli società partecipate contabilità economica patrimoniale ed analitica | Si  | Si  | No  | No  | Si  | No    | No    | Si    |
| Sistema Bibliotecario                                                                                   | Si  | Si  | Si  | Si  | Si  | Si    | Si    | Si    |
| Sociale Territoriale                                                                                    | Si  | Si  | Si  | No  | Si  | Si    | Si    | Si    |
| Sportello unico attività produttive                                                                     | Si  | Si  | Si  | Si  | Si  | Si    | Si    | Si    |
| Struttura tecnica sismica                                                                               | Si  | Si  | Si  | Si  | Si  | Si    | Si    | Si    |
| Supporto amministrativo e giuridico sociali                                                             | Si  | Si  | Si  | No  | Si  | Si    | Si    | Si    |
| Tributi                                                                                                 | Si  | Si  | Si  | Si  | Si  | Si    | Si    | Si    |
| Ufficio di Piano                                                                                        | Si  | Si  | Si  | Si  | Si  | Si    | Si    | Si    |